# Бабай, Шпетим
Шпети́м Баба́й (алб. Shpëtim Babaj, род. 9 декабря 1981, Приштина) — косовский и хорватский футболист, полузащитник

## Клубная карьера
Родился в Косово, но в раннем возрасте переехал в Хорватию, где получил местное гражданство. Воспитанник клуба из этой страны «Цибалия» и итальянского клуба «Гальезе Кальчо». Взрослую карьеру начал в словенской команде «Олимпия» (Любляна). Позже выступал в клубах «Рудар» (Веленье) и «Шмартно-об-Паки». В 2004 году вернулся в косовскую Суперлигу, где играл в составе «Бесианы» и «Дреницы». Позже защищал цвета албанских клубов «Беса (футбольный клуб, Кавая)» (Кавая) и «Эльбасани».
В начале 2008 года подписал 3-летний контракт с луганской «Зарей». Дебютировал за луганскую команду 29 февраля 2008 года в ничейном (1:1) матче 16-го тура высшей лиги чемпионата Украины против киевского «Арсенала». Шпетим вышел в стартовом составе и отыграл весь поединок. Сыграл в футболке «Зари» 6 матчей, однако уже в мае был выставлен на трансфер. Затем защищал цвета клуба «Шахтёр» (Караганда). Дебютировал за команду из Караганды 12 июля 2008 года в ничейном (1:1) поединке 16-го тура казахской Премьер-лиги против «Энергетика-2» (Экибастуз). Бабай вышел в стартовом составе, а на семьдесят четвёртой минуте его заменил Лаша Нозадзе. В футболке казахского клуба сыграл 9 матчей. Летом 2009 года вернулся в Албанию, где сначала стал игроком «Грамози», а затем и «Тираны». В начале июля 2010 года перешел в ПФК «Севастополь», но не сыграл ни одного официального матча, и после недели пребывания в клубе от его услуг решили отказаться.
С 2011 по 2016 годы защищал цвета косовских клубов «Дреница», «Трепча» и «Трепча'89». С 2016 года выступает в «Феризае».